# Anna Stewart (activista)
Anna Stewart (Adelaida, 11 de marzo de 1947–Melbourne, 12 de abril de 1983) fue una feminista, sindicalista y activista australiana.

## Biografía
Nacida y criada con su hermano Paul en la ciudad de Adelaida, Australia Meridional, Stewart completó sus estudios en St Margaret's Grammar School en Berwick, Victoria, Australia. Trabajó como periodista para los periódicos Nation Review, The Sun (The Sun News-Pictorial) y The Age en Melbourne, Victoria, Australia, donde conoció a su futuro esposo, Jeremy Salt. En 1966, Stewart viajó a Beirut, Líbano, donde ella y Jeremy, que ya estaba allí, vivieron en Souk El Gharb, un pueblo de montaña. Ese año se mudaron a Londres, Reino Unido, donde ambos trabajaron como periodistas hasta su regreso a Australia dos años después.

### Trayectoria sindicalista
A principios de la década de 1970, pasó del periodismo a la investigación y la defensa del movimiento sindical. Encabezó con éxito la primera campaña sindical australiana para las provisiones de otorgamiento de licencia por maternidad, en su calidad de defensora industrial de la Federated Furnishing Trades Society of Australia. En ese momento estaba en las últimas etapas del embarazo de su tercer hijo.
En 1975, se mudó a la sucursal victoriana de la Vehicle Builders' Employees' Federation of Australia donde luchó por las instalaciones de cuidado infantil en las plantas automotrices, investigó y defendió casos de valor laboral, inició campañas contra el acoso sexual y obligó a los empleadores a reconocer el acoso sexual como una problema industrial, y ayudó con el caso de prueba de licencia de maternidad del Consejo Australiano de Sindicatos, considerado como un gran avance para ganar el derecho de las trabajadoras a 52 semanas de licencia de maternidad no remunerada y el derecho a volver al mismo trabajo.
Fue miembro fundadora del Comité de Mujeres del Consejo Australiano de Sindicatos establecido en 1977 y trabajó incansablemente en programas que se incorporarían a la Carta de las Mujeres Trabajadoras. Enfatizó la demanda clave hecha por la ACTU Working Women's Charter para una mayor participación de las mujeres dentro de las estructuras del movimiento sindical. Como oficial industrial federal sénior de la Asociación de Oficiales Municipales, fusionada con otros sindicatos, inició comités de mujeres en la mayoría de las ramas estatales del sindicato y desarrolló políticas sólidas en relación con las trabajadoras.

### Trayectoria política
Más allá de sus compromisos sindicales, se presentó como candidata del Partido Laborista Australiano para las elecciones del estado de Victoria de 1979, donde obtuvo el 42,8% de los votos y una variación de +5,5 puntos, en un ámbito tradicionalmente conservador. En 1980 fue delegada internacional en la reunión anual de la Federación Estadounidense del Trabajo y Congreso de Organizaciones Industriales organizada en la Casa Blanca en Washington D. C. bajo los auspicios del presidente Jimmy Carter. Durante este viaje también visitó los piquetes de la United Auto Workers.

## Premios y reconocimientos
Después de su muerte en 1983, sus logros en la lucha por los derechos de las mujeres trabajadoras fueron reconocidos con el lanzamiento del Anna Stewart Memorial Project. El programa inaugural fue coordinado por la Municipal Officers' Association, en Victoria, en abril de 1984, y fue concebido como un programa anual de capacitación "en el trabajo" de dos semanas para mujeres sindicalistas. En 2014, el proyecto celebró su 30 aniversario.
En 2001, fue incluida póstumamente en el cuadro de honor victoriano de mujeres.